# 92. ceremonia wręczenia Oscarów
92. ceremonia wręczenia Oscarów (nagród Amerykańskiej Akademii Sztuki i Wiedzy Filmowej) za rok 2019 odbyła się 9 lutego 2020 w Dolby Theatre w Hollywood.
Podobnie jak poprzednia, ta ceremonia nie miała gospodarza (była to trzecia taka sytuacja - pierwsza miała miejsce w 1989 roku).
W tym roku dotychczasową kategorię „najlepszy film nieanglojęzyczny” zastąpił „najlepszy pełnometrażowy film międzynarodowy”.
Nominacje do nagród zostały ogłoszone 13 stycznia 2020 roku o 5:18 czasu lokalnego w Samuel Goldwyn Theater w Beverly Hills przez aktorów Johna Cho i Issę Rae.
Najwięcej nominacji (jedenaście) otrzymał film Joker. Dziesięć nominacji otrzymały filmy: Irlandczyk, Pewnego razu... w Hollywood i 1917. Sześć nominacji uzyskały filmy: Historia małżeńska, Jojo Rabbit, Małe kobietki i Parasite, który jest pierwszym koreańskim obrazem nominowanym do Oscara w kategorii najlepszy film międzynarodowy/nieanglojęzyczny.
Podczas gali wystąpiła laureatka tegorocznych nagród Grammy Billie Eilish, która zaśpiewała utwór „Yesterday” w czasie sekwencji „In Memoriam”. Na gali pojawiła się też polska aktorka dubbingowa Katarzyna Łaska, która zaśpiewała fragment piosenki „Into the Unknown” z filmu Kraina lodu II razem z Idiną Menzel i Aurorą, a towarzyszyły jej wykonawczynie tej piosenki z Danii, Niemiec, Japonii, Ameryki Łacińskiej, Norwegii, Rosji, Hiszpanii i Tajlandii. Oprócz tego na gali wystąpił niezapowiadany wcześniej raper Eminem. Wykonał on piosenkę Lose Yourself, która w 2003 otrzymała nagrodę dla najlepszej piosenki filmowej.
Najwięcej statuetek (cztery) zdobył film Parasite, który zwyciężył w kategoriach: najlepszy pełnometrażowy film międzynarodowy, najlepszy scenariusz oryginalny, najlepszy reżyser i najlepszy film. Jest to pierwszy nieanglojęzyczny film, który wygrał kategorię najlepszy film.

## Laureaci i nominowani

### Najlepszy film
- Bong Joon-ho i Kwak Sin-ae – Parasite
  - Peter Chernin(inne języki), Jenno Topping(inne języki) i James Mangold – Le Mans ’66
  - Robert De Niro, Jane Rosenthal, Martin Scorsese i Emma Tillinger Koskoff(inne języki) – Irlandczyk
  - Carthew Neal(inne języki), Taika Waititi i Chelsea Winstanley(inne języki) – Jojo Rabbit
  - Bradley Cooper, Todd Phillips i Emma Tillinger Koskoff(inne języki) – Joker
  - Amy Pascal – Małe kobietki
  - David Heyman i Noah Baumbach – Historia małżeńska
  - Pippa Harris(inne języki), Callum McDougall(inne języki), Sam Mendes i Jayne-Ann Tenggren(inne języki) – 1917
  - David Heyman, Shannon McIntosh(inne języki) i Quentin Tarantino – Pewnego razu... w Hollywood

### Najlepszy pełnometrażowy film międzynarodowy
- Parasite (reż. Bong Joon-ho)
  -  Boże Ciało (reż. Jan Komasa)
  -  Kraina miodu (reż. Tamara Kotevska(inne języki) i Ljubomir Stefanov(inne języki))
  -  Nędznicy (reż. Ladj Ly)
  -  Ból i blask (reż. Pedro Almodóvar)

### Najlepszy reżyser
- Bong Joon-ho – Parasite
  - Sam Mendes – 1917
  - Todd Phillips – Joker
  - Martin Scorsese – Irlandczyk
  - Quentin Tarantino – Pewnego razu... w Hollywood

### Najlepszy scenariusz oryginalny
- Bong Joon-ho i Han Jin-won – Parasite
  - Rian Johnson – Na noże
  - Noah Baumbach – Historia małżeńska
  - Sam Mendes i Krysty Wilson-Cairns(inne języki) – 1917
  - Quentin Tarantino – Pewnego razu... w Hollywood

### Najlepszy scenariusz adaptowany
- Taika Waititi – Jojo Rabbit
  - Anthony McCarten – Dwóch papieży
  - Greta Gerwig – Małe kobietki
  - Todd Phillips i Scott Silver(inne języki) – Joker
  - Steven Zaillian – Irlandczyk

### Najlepszy aktor pierwszoplanowy
- Joaquin Phoenix – Joker jako Arthur Fleck / Joker
  - Antonio Banderas – Ból i blask jako Salvador Mallo
  - Leonardo DiCaprio – Pewnego razu... w Hollywood jako Rick Dalton
  - Adam Driver – Historia małżeńska jako Charlie Barber
  - Jonathan Pryce – Dwóch papieży jako kardynał Bergoglio

### Najlepsza aktorka pierwszoplanowa
- Renée Zellweger – Judy jako Judy Garland
  - Cynthia Erivo – Harriet(inne języki) jako Harriet Tubman
  - Scarlett Johansson – Historia małżeńska jako Nicole Barber
  - Saoirse Ronan – Małe kobietki jako Josephine „Jo” March
  - Charlize Theron – Gorący temat jako Megyn Kelly

### Najlepszy aktor drugoplanowy
- Brad Pitt – Pewnego razu... w Hollywood jako Cliff Booth
  - Tom Hanks – Cóż za piękny dzień jako Fred Rogers
  - Anthony Hopkins – Dwóch papieży jako Benedykt XVI
  - Al Pacino – Irlandczyk jako Jimmy Hoffa
  - Joe Pesci – Irlandczyk jako Russell Bufalino(inne języki)

### Najlepsza aktorka drugoplanowa
- Laura Dern – Historia małżeńska jako Nora Fanshaw
  - Kathy Bates – Richard Jewell jako Barbara „Bobi” Jewell
  - Scarlett Johansson – Jojo Rabbit jako Rosie Betzler
  - Florence Pugh – Małe kobietki jako Amy March
  - Margot Robbie – Gorący temat jako Kayla Pospisil

### Najlepsza muzyka
- Hildur Guðnadóttir – Joker
  - Randy Newman – Historia małżeńska
  - Thomas Newman – 1917
  - Alexandre Desplat – Małe kobietki
  - John Williams – Gwiezdne wojny: Skywalker. Odrodzenie

### Najlepsza piosenka
- „(I’m Gonna) Love Me Again” (Elton John, Bernie Taupin) – Rocketman
  - „I Can’t Let You Throw Yourself Away” (Randy Newman) – Toy Story 4
  - „I’m Standing With You” (Diane Warren) – Przypływ wiary(inne języki)
  - „Into the Unknown” (Kristen Anderson-Lopez(inne języki), Robert Lopez(inne języki)) – Kraina lodu II
  - „Stand Up” (Joshuah Brian Campbell, Cynthia Erivo) – Harriet(inne języki)

### Najlepsze zdjęcia
- Roger Deakins – 1917
  - Rodrigo Prieto – Irlandczyk
  - Lawrence Sher(inne języki) – Joker
  - Jarin Blaschke – Lighthouse
  - Robert Richardson – Pewnego razu... w Hollywood

### Najlepsza scenografia
- Pewnego razu... w Hollywood – scenografia: Barbara Ling(inne języki); dekoracja wnętrz: Nancy Haigh(inne języki)
  - 1917 – scenografia: Dennis Gassner; dekoracja wnętrz: Lee Sandales
  - Irlandczyk – scenografia: Bob Shaw; dekoracja wnętrz: Regina Graves
  - Jojo Rabbit – scenografia: Ra Vincent; dekoracja wnętrz: Nora Sopková
  - Parasite – scenografia: Lee Ha-Jun; dekoracja wnętrz: Cho Won Woo

### Najlepsze kostiumy
- Jacqueline Durran – Małe kobietki
  - Christopher Peterson i Sandy Powell – Irlandczyk
  - Mayes C. Rubeo – Jojo Rabbit
  - Mark Bridges – Joker
  - Arianne Phillips – Pewnego razu... w Hollywood

### Najlepsza charakteryzacja
- Kazu Hiro, Anne Morgan i Vivian Baker – Gorący temat
  - Nicki Ledermann i Kay Georgiou – Joker
  - Jeremy Woodhead – Judy
  - Paul Gooch, Arjen Tuiten i David White – Czarownica 2
  - Naomi Donne, Tristan Versluis i Rebecca Cole – 1917

### Najlepszy montaż
- Michael McCusker i Andrew Buckland – Le Mans ’66
  - Thelma Schoonmaker – Irlandczyk
  - Tom Eagles – Jojo Rabbit
  - Jeff Groth – Joker
  - Yang Jin-mo – Parasite

### Najlepszy montaż dźwięku
- Donald Sylvester – Le Mans ’66
  - Alan Robert Murray(inne języki) – Joker
  - Oliver Tarney(inne języki) i Rachael Tate – 1917
  - Wylie Stateman(inne języki) – Pewnego razu... w Hollywood
  - Matthew Wood(inne języki) i David Acord(inne języki) – Gwiezdne wojny: Skywalker. Odrodzenie

### Najlepszy dźwięk
- Scott Millan, Oliver Tarney, Rachael Tate, Mark Taylor i Stuart Wilson – 1917
  - Gary Rydstrom, Tom Johnson i Mark Ulano(inne języki) – Ad Astra
  - Todd Maitland, Alan Robert Murray, Tom Ozanich i Dean Zupancic – Joker
  - David Giammarco, Paul Massey, Steven A. Morrow i Donald Sylvester – Le Mans ’66
  - Michael Minkler(inne języki), Christian P. Minkler i Mark Ulano(inne języki) – Pewnego razu... w Hollywood

### Najlepsze efekty specjalne
- Greg Butler, Guillaume Rocheron i Dominic Tuohy – 1917
  - Dan DeLeeuw, Matt Aitken, Russell Earl i Dan Sudick – Avengers: Koniec gry
  - Leandro Estebecorena, Stephane Grabli i Pablo Helman – Irlandczyk
  - Andrew R. Jones, Robert Legato, Elliot Newman i Adam Valdez – Król lew
  - Roger Guyett, Paul Kavanagh, Neal Scanlan i Dominic Tuohy – Gwiezdne wojny: Skywalker. Odrodzenie

### Najlepszy pełnometrażowy film animowany
- Josh Cooley(inne języki), Jonas Rivera(inne języki) i Mark Nielsen – Toy Story 4
  - Dean DeBlois(inne języki), Bonnie Arnold(inne języki) i Brad Lewis(inne języki) – Jak wytresować smoka 3
  - Jérémy Clapin i Marc du Pontavice(inne języki) – Zgubiłam swoje ciało
  - Sergio Pablos(inne języki), Jinko Gotoh i Marisa Román – Klaus
  - Chris Butler(inne języki), Arianne Sutner(inne języki) i Travis Knight – Praziomek

### Najlepszy krótkometrażowy film animowany
- Hair Love – Matthew A. Cherry i Karen Rupert Toliver
  - Dcera (Daughter) – Daria Kashcheeva
  - Kitbull – Rosana Sullivan i Kathryn Hendrickson
  - Memorable – Bruno Collet i Jean-François Le Corre
  - Sister – Siqi Song

### Najlepszy pełnometrażowy film dokumentalny
- Amerykańska fabryka(inne języki) – Steven Bognar(inne języki), Julia Reichert(inne języki) i Jeff Reichert
- Dla Samy – Waad Al-Kateab i Edward Watts
- Jaskinia(inne języki) – Feras Fayyad, Kirstine Barfod i Sigrid Dyekjær
- Kraina miodu – Ljubomir Stefanow, Tamara Kotewska i Atanas Georgiew
- Krawędź demokracji(inne języki) – Petra Costa(inne języki), Joanna Natasegara, Shane Boris i Tiago Pavan

### Najlepszy krótkometrażowy film dokumentalny
- Learning to Skateboard in a Warzone (If You're a Girl) – Carol Dysinger i Elena Andreicheva
  - In the Abscence – Yi Seung-Jun i Gary Byung-Seok Kam
  - Pokonani przez życie – John Haptas i Kristine Samuelson
  - St. Louis Superman – Smriti Mundhra i Sami Khan
  - Walk Run Cha-Cha – Laura Nix i Colette Sandstedt

### Najlepszy krótkometrażowy film aktorski
- The Neighbor's Window – Marshall Curry
  - Brotherhood – Meryam Joobeur i Maria Gracia Turgeon
  - Nefta Football Club – Yves Piat i Damien Megherbi
  - Saria – Bryan Buckley i Matt Lefebvre
  - A Sister – Delphine Girard

## Podsumowanie liczby nominacji
- 11 – Joker
- 10 – Irlandczyk, Pewnego razu... w Hollywood i 1917
- 6 – Historia małżeńska, Jojo Rabbit, Małe kobietki i Parasite
- 4 – Le Mans ’66
- 3 – Gorący temat, Dwóch papieży i Gwiezdne wojny: Skywalker. Odrodzenie

## Podsumowanie liczby nagród
- 4 – Parasite
- 3 – 1917
- 2 – Le Mans ’66, Joker i Pewnego razu... w Hollywood

## Oscary Honorowe
4 czerwca 2019 roku Amerykańska Akademia Sztuki i Wiedzy Filmowej podała nazwiska honorowych laureatów Oscarów 2019. Nagrody zostały wręczone 27 października 2019 roku w Hollywood.

### Laureaci Nagród Honorowych Akademii
- David Lynch – amerykański reżyser i scenarzysta
- Wes Studi – amerykański aktor filmowy pochodzenia czirokeskiego
- Lina Wertmüller – włoska reżyserka i scenarzystka